# Федюшина Валентина Анатоліївна
Валенти́на Федю́шина (* 1965) — радянська, українська та австрійська легкоатлетка, рекордсменка України, учасниця трьох Олімпійських ігор.

## З життєпису
Народилася 1965 року в місті Москва.
Виступала за СРСР (1983—1991), Україну (1992—1999) та Австрію (1999—2004).
Срібна призерка Чемпіонату Європи серед юніорів-1983.
Бронзова призерка Чемпіонату СРСР з легкої атлетики в приміщенні-1986, -1987, -1988, -1989 та 1991 років.
Учасниця Літніх Олімпійських ігор-1988, -1996 та 2000 років.
Після розпаду СРСР переїхала з Підмосков'я в Сімферополь.
Срібна призерка Чемпіонату України з легкої атлетики-1992.
Переможниця Чемпіонату України з легкої атлетики в приміщенні-1993, Чемпіонату України з легкої атлетики-1994 та 1997 років.
На Чемпіонаті Європи з легкої атлетики в приміщенні 1996 року здобула бронзову нагороду.
Була в шлюбі з метальником диска Володимиром Зінченком.
Рекордсменка Австрії та шестиразова чемпіонка
Після закінчення активної спортивної кар'єри працювала спортивним агентом.